# آدا ماكنزي
آدا ماكنزي هي لاعبة غولف كندية، ولدت في 30 أكتوبر 1890 في تورونتو في كندا، وتوفيت في 25 يناير 1973 في ريتشموند هيل في كندا.